# Tamara Pangelova
Tamara Pangelova (en ukrainien : Тамара Пангелова-Дунайська), est une athlète ukrainienne, spécialiste du demi-fond, née le 22 août 1943 à Poltava en URSS (aujourd'hui en Ukraine).

## Biographie
Elle courait sous le maillot de l'URSS. En 1967, elle remporte le Cross de L'Humanité. Elle est championne d'Europe en salle à Grenoble en 1972 sur 1 500 mètres. Elle avait obtenu la médaille de bronze aux championnats d'Europe en salle à Sofia en 1971.
Elle est également septième des Jeux olympiques de Munich en 1972 sur 1 500 mètres.

## Record
| Épreuve      | Épreuve   | Performance   | Lieu   | Date             |
| ------------ | --------- | ------------- | ------ | ---------------- |
| 1 500 mètres | Plein air | 4 min 06 s 45 | Munich | 9 septembre 1972 |